# Znowu sam
Znowu sam  (zapis stylizowany: znowu sam) – singel polskiej piosenkarki Zalii. Singel został wydany 7 marca 2024.
Kompozycja znalazła się na 15. miejscu listy OLiA, najczęściej odtwarzanych utworów w polskich rozgłośniach radiowych.

## Geneza utworu i historia wydania
Utwór napisali i skomponowali Julia Zarzecka, Jan Bąk, Maciej Niewiadomski i Leon Krześniak, który również odpowiada za produkcję piosenki. Piosenkarka o singlu:

»znowu sam« jest czymś w formie listu, który został dobrze przemyślany, przepisany na czysto i przeczytany trzy razy na głos z terapeutką. Jest zwróceniem się do osoby, która jest albo już tylko była bardzo ważna w twoim życiu. Chęcią i próbą uświadomienia jej o swoim postępowaniu i umiejscowieniu problemu, ale też pokazaniem sytuacji ze swojej perspektywy. »znowu sam« jest napisane z miłości i z miłością, ze świadomością i łezką w oku, że to nie my, a ta druga strona nie pozostawiła już nic innego niż po tych wielu nieudanych próbach, po prostu odejść – a czasem przecież jednak trochę szkoda.

Singel ukazał się w formacie digital download 8 marca 2024 w Polsce za pośrednictwem wytwórni płytowej Def Jam Recordings w dystrybucji Universal Music Polska.
17 marca 2024 utwór został zaprezentowany telewidzom stacji TVN w programie Dzień dobry TVN. Kompozycja została nominowana do nagrody Bursztynowego Słowika na Top of the Top Sopot Festival 2024.

## „Znowu sam” w stacjach radiowych
Nagranie było notowane na 15. miejscu w zestawieniu OLiA, najczęściej odtwarzanych utworów w polskich rozgłośniach radiowych.

## Teledysk
Do utworu powstał teledysk w reżyserii Karoliny Fronik, który udostępniono w dniu premiery singla za pośrednictwem serwisu YouTube.

## Lista utworów
- Digital download[3]

1. „znowu sam” – 2:40

## Notowania

### Pozycja na liście airplay
| Kraj   | Lista (2024)                   | Najwyższa pozycja |
| ------ | ------------------------------ | ----------------- |
| Polska | OLiS – oficjalna lista airplay | 15                |

## Wyróżnienia
| Rok  | Konkurs                            | Kategoria          | Rezultat  | Źr.   |
| ---- | ---------------------------------- | ------------------ | --------- | ----- |
| 2024 | Top of the Top Sopot Festival 2024 | Bursztynowy Słowik | Nominacja | [ 5 ] |